# Hieronymus Francken III

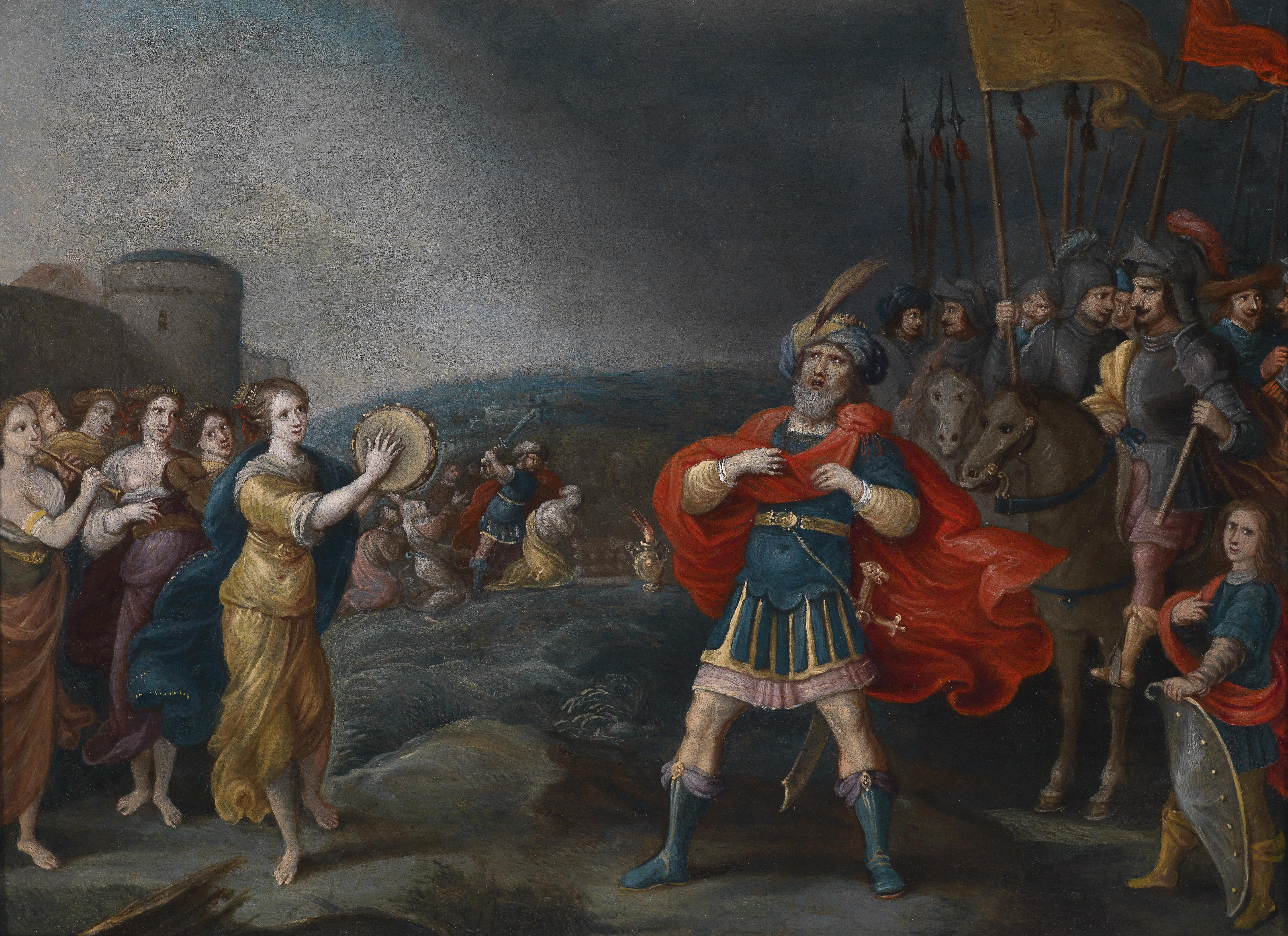
Iefte incontra la figlia

Hieronymus Francken III (Anversa, 1º agosto 1611 (battezzato) – Anversa, dopo il 1661 e prima del 1681) è stato un pittore fiammingo, specializzato in dipinti a soggetto religioso.

## Biografia
Apparteneva alla dinastia di pittori Francken: era infatti padre di Constantijn Francken, figlio di Frans Francken II e di Elisabeth Placquet e fratello di Frans Francken III.
Rappresentò soprattutto soggetti religiosi, ritratti, nature morte, architetture, quadri per gallerie d'arte personali.

## Opere
- Gesù porta la croce, olio su tela, 37 x 70 cm, 1650 c., Museo dell'Ermitage, San Pietroburgo[4]
- Iefte incontra la figlia, olio su rame, 27 × 38 cm, 1661